# Ernst Loof
Ernst Loof (4 de julho de 1907 – 3 de março de 1956) foi um automobilista e engenheiro automobilístico alemão que participou do GP da Alemanha de 1953 de Fórmula 1.

## Carreira
Fora das pistas, contribuiu para o desenvolvimento do BMW 328 na década de 30, além de ter fundado a Veritas, que obteve destaque no pós-Guerra.
Aos 46 anos de idade, Loof participou do GP da Alemanha, abandonando a prova depois de apenas 2 metros completados - é a menor distância já percorrida por um piloto em uma corrida de Fórmula 1. Este recorde é erroneamente creditado ao italiano Marco Apicella, que, 40 anos depois do "feito" do alemão, foi obrigado a abandonar o GP da Itália depois de apenas 800 metros.
Veio a falecer em 1956, devido a um tumor cerebral.